# Anchoa pectoralis
Anchoa pectoralis är en fiskart som beskrevs av Hildebrand, 1943. Anchoa pectoralis ingår i släktet Anchoa och familjen Engraulidae. Inga underarter finns listade i Catalogue of Life.